# Publio Sempronio Tuditano
Publio Sempronio Tuditano (Publius Sempronius Tuditanus; Roma, ... – Eraclea, ...; fl. III secolo a.C.) è stato un magistrato romano che ricoprì in diverse circostanze gli incarichi di tribuno militare, pretore e censore.

## Biografia
Partecipò alla battaglia di Canne come tribuno militare e riuscì a salvarsi passando a forza attraverso lo schieramento dei nemici. Nel 215 a.C. venne eletto edile curule.
Nel 213 a.C. ottenne la pretura, ed organizzò come edile i ludi scenici che durarono per la prima volta quattro giorni. Lo stesso, una volta ottenuto il comando della Gallia cisalpina, la cui base operativa era posta ad Ariminum (Rimini), combatté contro i Galli della regione, espugnando l'oppidum Atrinum, facendo più di 7.000 prigionieri e ottenendo un ricco bottino di rame e argento coniato. Il comando gli venne prorogato come propretore l'anno successivo (212 a.C.). Anche nel 211 a.C. gli venne prorogato il comando in Gallia.
Fu console nel 204 a.C. assieme a Marco Cornelio Cetego e combatté contro Annibale nella battaglia di Crotone, il cui esito fu incerto.